# Vindonissa-Museum

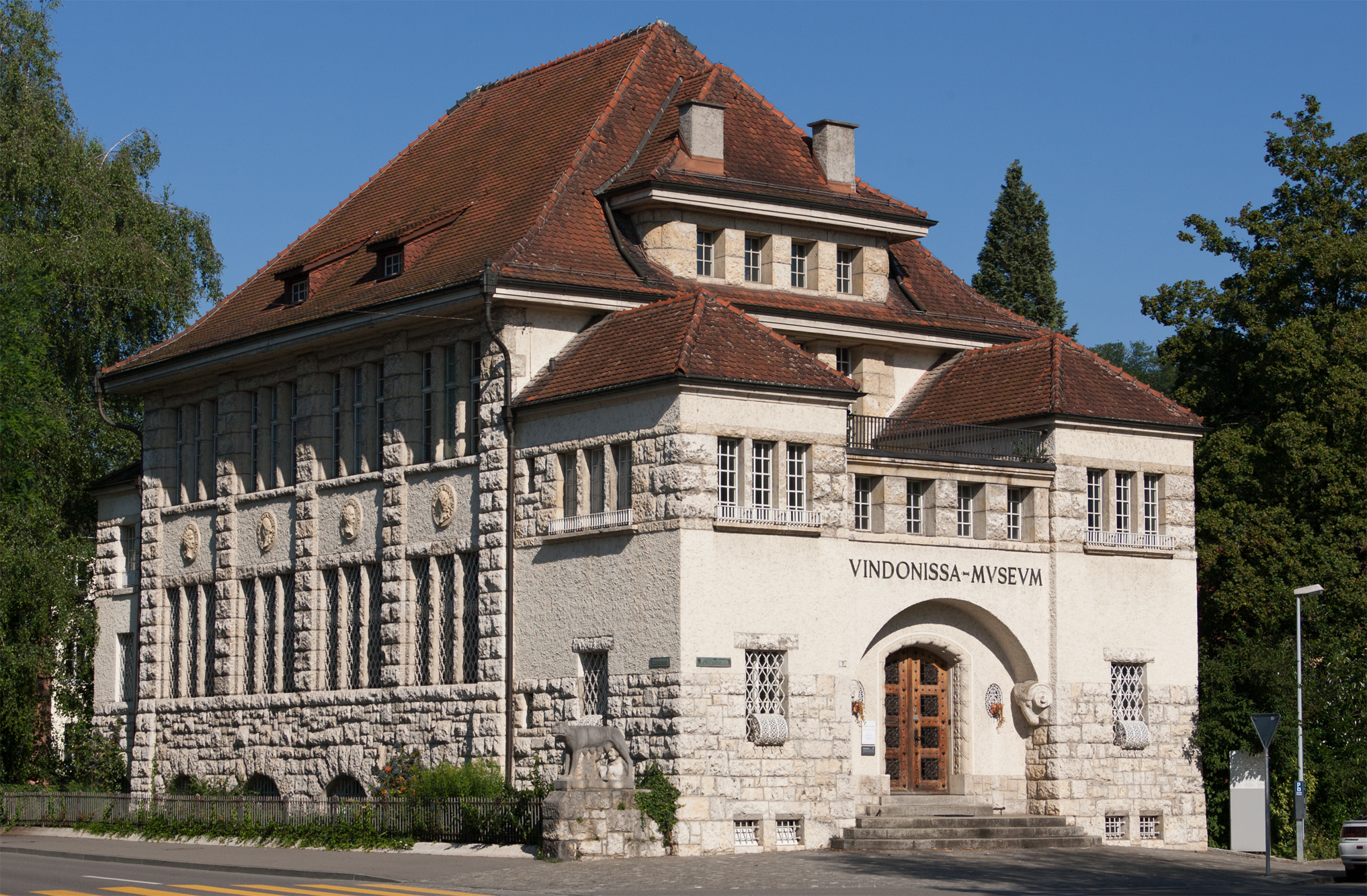
Vindonissa-Museum

Das Vindonissa-Museum (Eigenschreibweise: Vindonissa Museum) ist ein archäologisches Museum in der Stadt Brugg, im Kanton Aargau in der Schweiz. Es vermittelt die Geschichte des römischen Legionslagers Vindonissa in der Nachbargemeinde Windisch sowie die römische Kulturgeschichte. Auf dem Gemeindegebiet von Windisch befinden sich weitere Ausstellungsräume und Schauplätze. Das Museum wurde bis 2017 von der Kantonsarchäologie Aargau betrieben und ist Eigentum der Gesellschaft Pro Vindonissa (GPV). Seit dem 1. Januar 2017 ist es zusammen mit dem Legionärspfad Vindonissa als «Römerlager Vindonissa» Teil des Museum Aargau unter der Leitung der Archäologin Rahel Göldi.

## Planung und Bau
1897 begannen unter der Leitung des Studenten Otto Hauser Ausgrabungen im Amphitheater von Windisch, die bald ein reiches Fundspektrum zutage brachten. Daraufhin wurde die GPV gegründet, die ab 1903 den Bau eines Museums plante. Die Grundfinanzierung erfolgte 1906 durch eine Ausstellung in der Klosterkirche Königsfelden und 1907 durch ein Freilichtschauspiel im Amphitheater. Ebenfalls schrieb die GPV einen Wettbewerb aus, an dem sich die in Brugg gebürtigen Architekten Adolf Füchslin und Albert Froelich (damals in Charlottenburg tätig) beteiligten. Zwei Jahre später erhielt Froelichs überarbeitetes Projekt den Zuschlag. Die Grundsteinlegung erfolgte am 4. Mai 1910, am 28. April 1912 fand die Eröffnung statt. Zuletzt betrugen die Baukosten rund 150'000 Franken.

## Architektur
Das im Jugendstil erbaute Museumsgebäude steht am Eisiplatz gegenüber der Altstadt und setzt mit seiner gedrungen monumentalen Erscheinung einen eigenen, kraftvoll wirkenden Akzent. Ein dreigeschossiger, rechteckiger Haupttrakt dominiert die Gliederung des gesamten Baukörpers. Daran fügt sich ein Vorbau mit zwei turmartigen Eckrisaliten an. Auf der hinteren Seite, im Garten, ist eine fünfachsige Loggia mit Rundbögen angebaut. Die Dächer heben die einzelnen Gebäudeteile zusätzlich hervor; das grosse Walmdach über dem Haupttrakt wird beidseits von kleineren Walmdächern mit unterschiedlicher Dimension und Firsthöhe durchdrungen. Zusammen mit der Bedachung der Eckrisalite ergibt sich daraus eine Anspielung auf das Westtor des römischen Legionslagers Vindonissa (aber keine eigentliche Rekonstruktion).
An der linken Ecke der Vorderseite des Gebäudes steht eine Statue der Kapitolinischen Wölfin. Die Längswand an der Längsfront des Hauptbaus sind mit Rundmedaillons aus Stuck geschmückt, auf denen die römischen Kaiser Nerva, Domitian, Vespasian und Nero abgebildet sind. Der Sockel ist kräftig rustiziert. Die Innenräume sind von der Form und der Farbgebung her einem römischen Haus nachempfunden. In Zusammenarbeit mit dem Architekten nahm Werner Büchli die Ausmalung der beiden Ausstellungshallen vor, hinzu kommen an den Säulen im Obergeschoss die Darstellungen von 28 Figuren aus der römischen Mythologie.
Der für die damalige Zeit richtungsweisende Museumsneubau wurde nach neuesten Erkenntnissen aus Berliner Museen geplant und 1922 beim Neubau des Provinciaal Museum in Nijmegen (Niederlande) kopiert. Das Museumsgebäude blieb bis heute in seinem originalen Zustand erhalten und ist damit ein eigenes Gesamtkunstwerk.

## Ausstellung
Das Museum erzählt aus Forschung und Geschichte des einzigen römischen Legionslagers der Schweiz. Die Dauer- und Sonderausstellungen zeigen die bedeutendsten Funde und Erkenntnisse aus mehr als hundert Jahren Ausgrabungen in Vindonissa. Angeboten werden verschiedene Führungen und Workshops für Erwachsene und Schulen, welche den Besucher in das Leben der römischen Legionäre mitnehmen und archäologische Forschung erlebbar machen. Die Ausstellung ist in verschiedene Themenbereiche aufgeteilt. Neben diversen Gegenständen aus dem täglichen Gebrauch werden auch Waffen, Teile von Legionärsuniformen, medizinische Instrumente, Grabbeigaben und vieles mehr gezeigt. In Vindonissa war die Legio XXI Rapax stationiert, die dann durch die Legio XI Claudia Pia Fidelis abgelöst wurde. Aufgrund diverser gefundener Schriftstücke (inklusive Erklärung bzw. Interpretation durch das Museum) erfährt man einiges aus dem Leben der damaligen Legionäre. Auch auf das Leben der Helvetier, welche bereits vor den Römern im selben Gebiet gelebt haben, wird eingegangen.

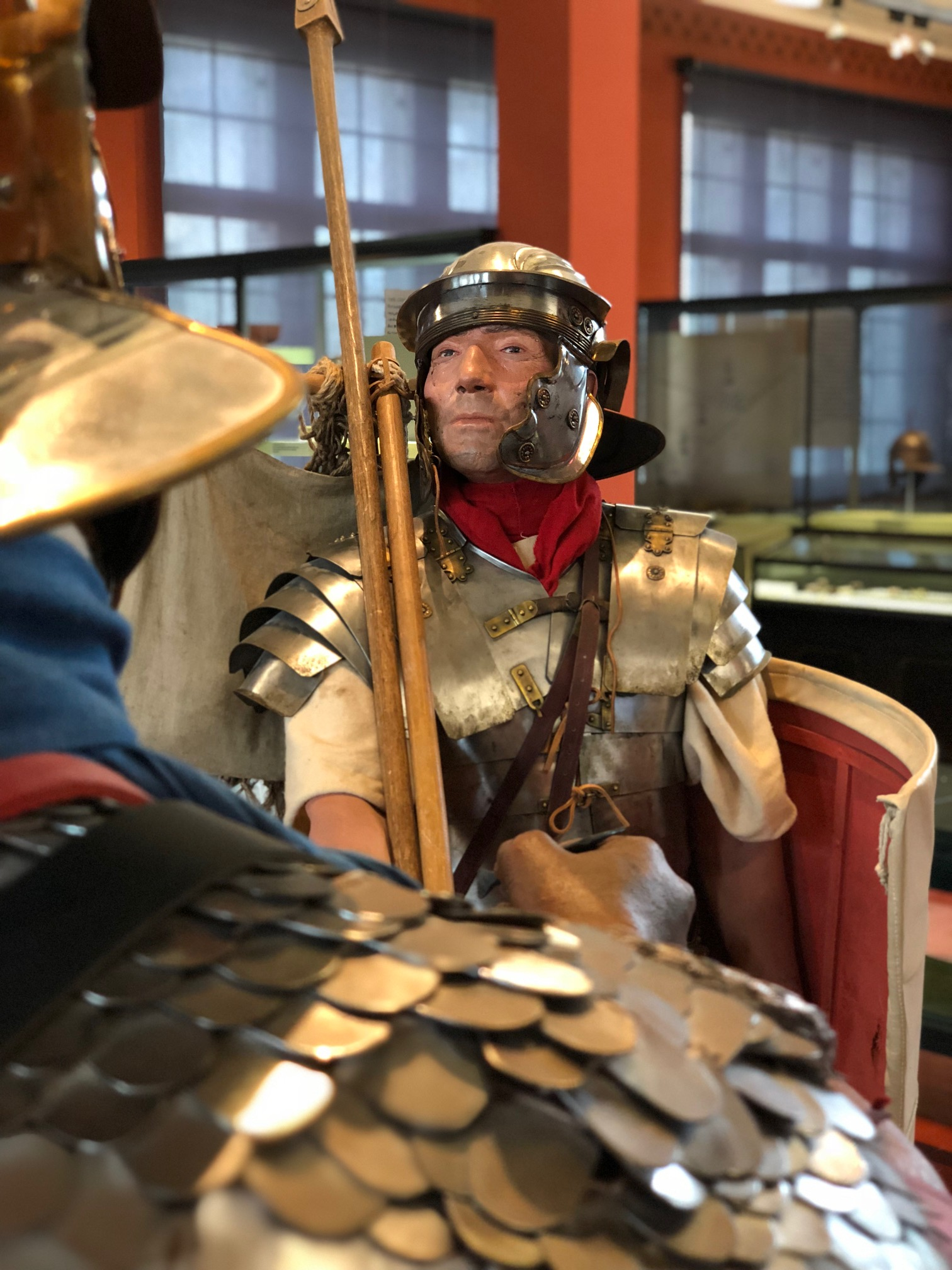
Legionärsuniform
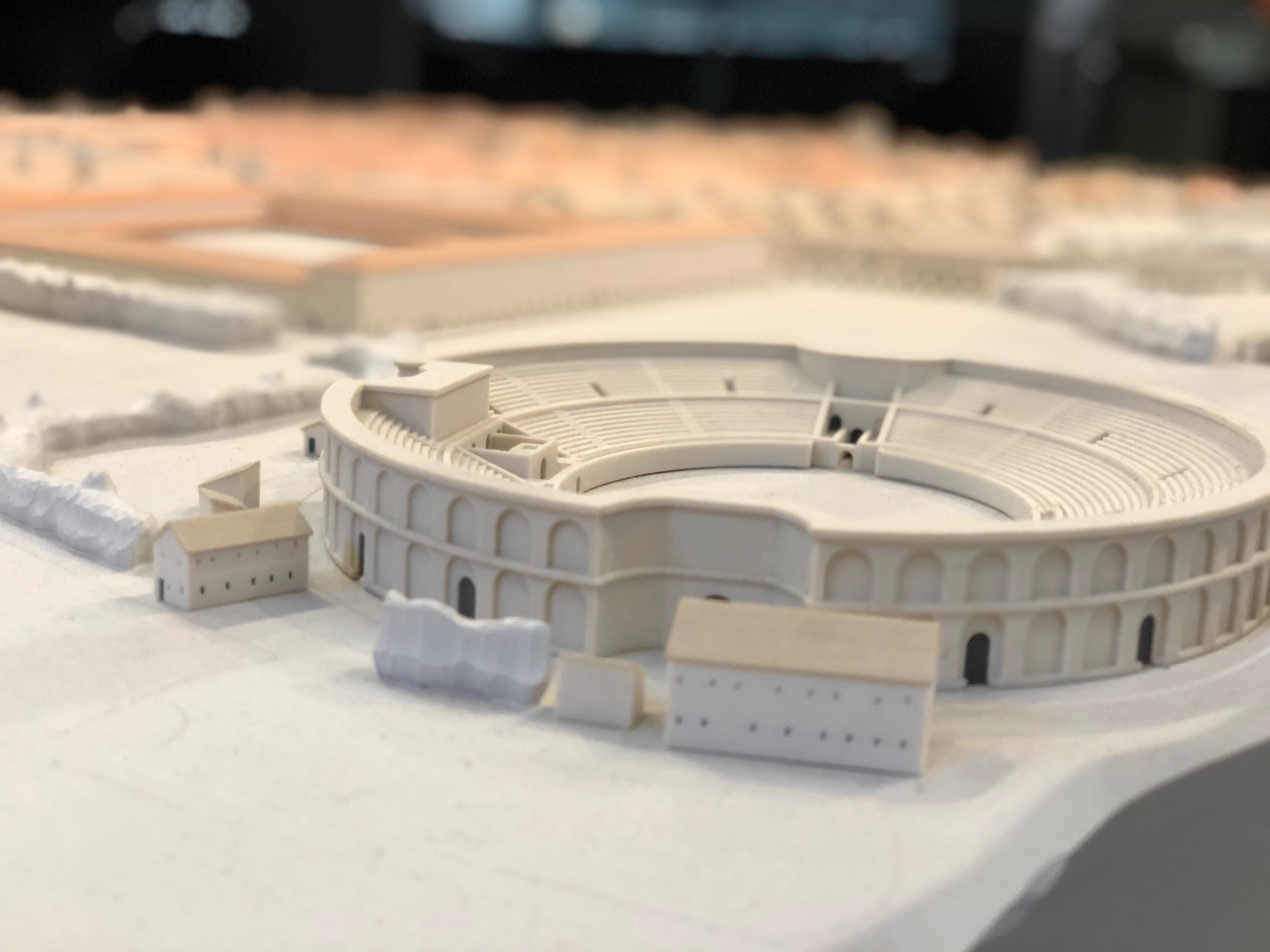
Modell des Amphitheaters in Vindonissa
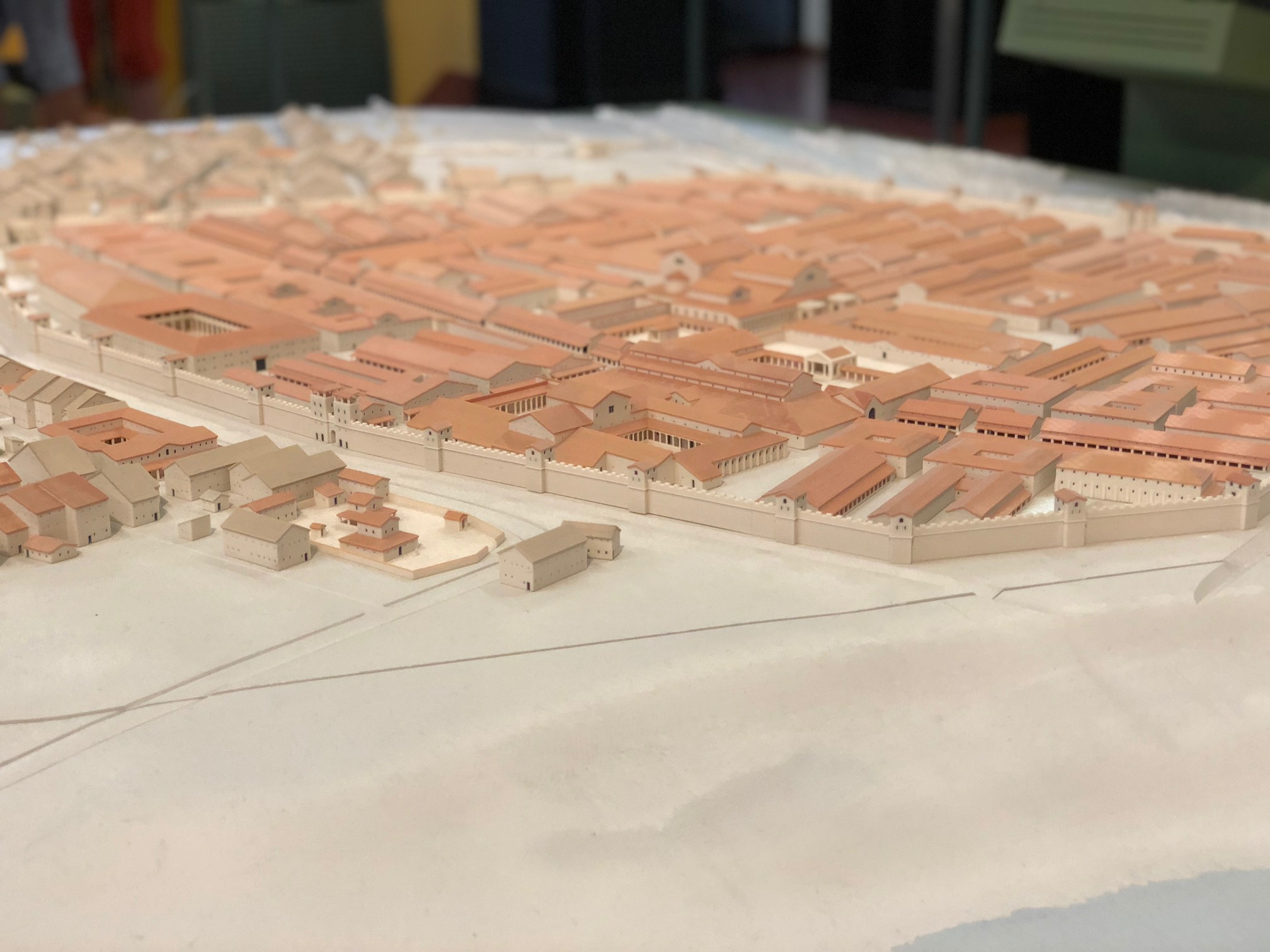
Modell des Lagers Vindonissa
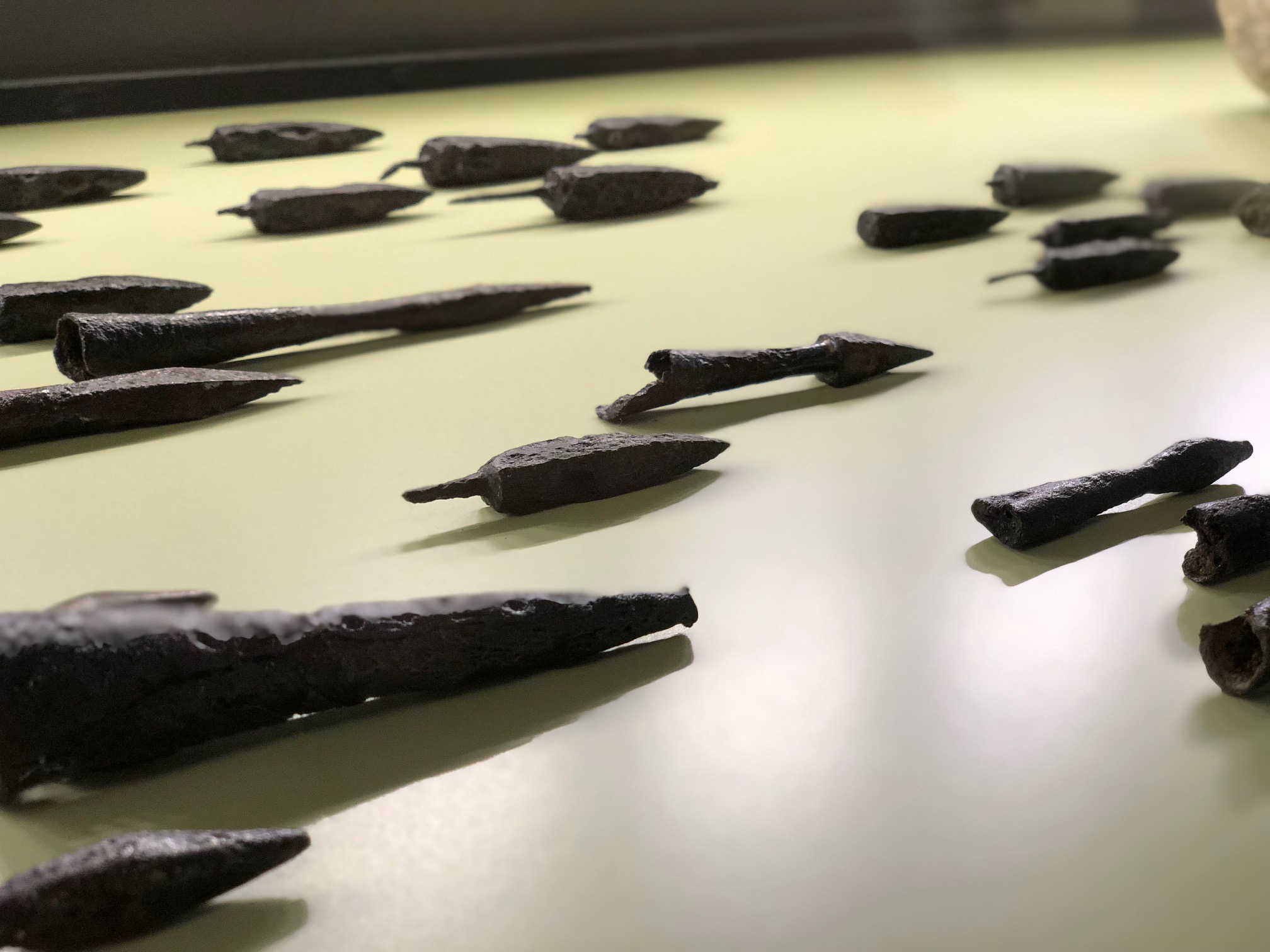
Munition für Geschütze
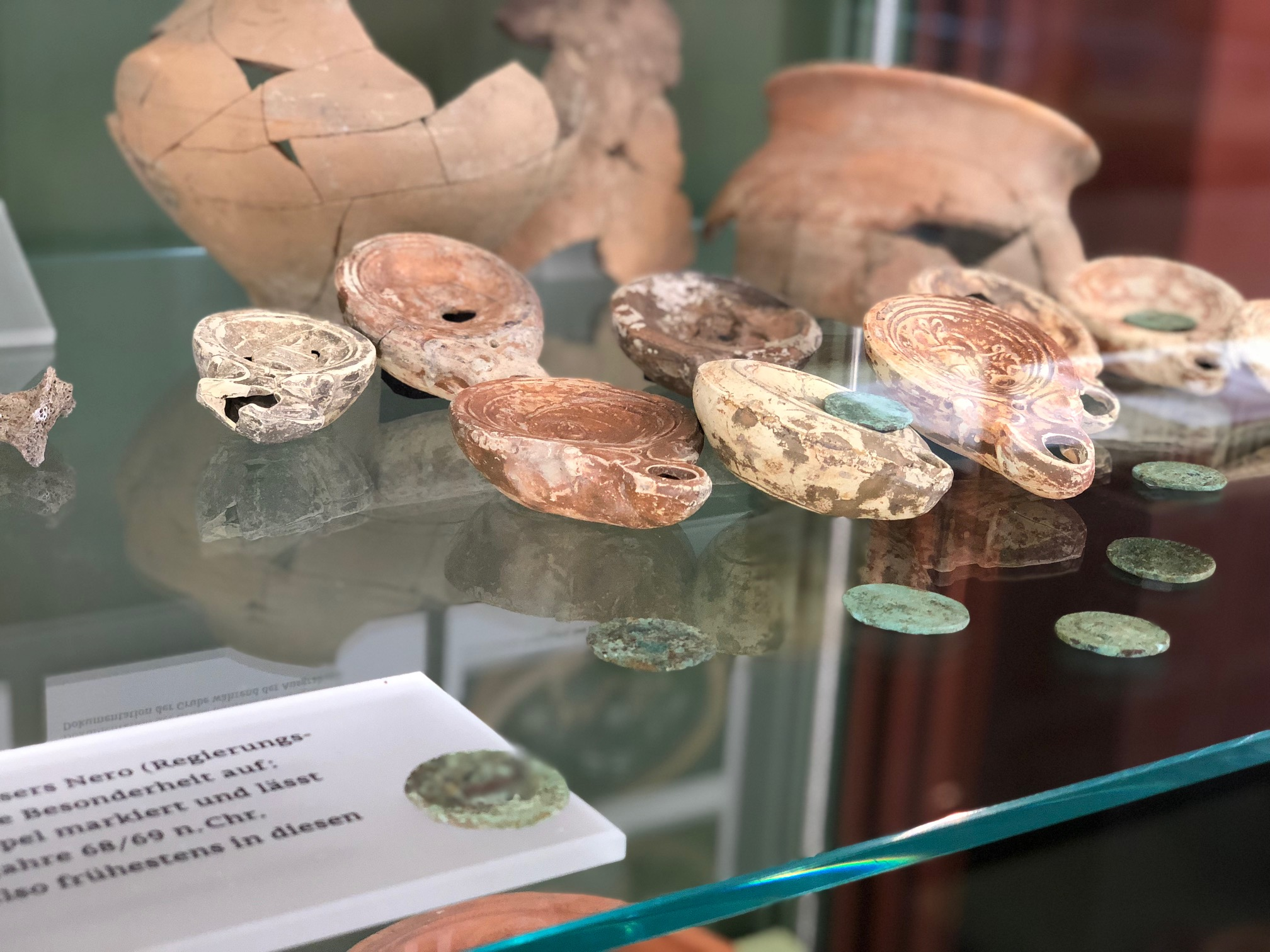
Öllampen aus dem Lager Vindonissa
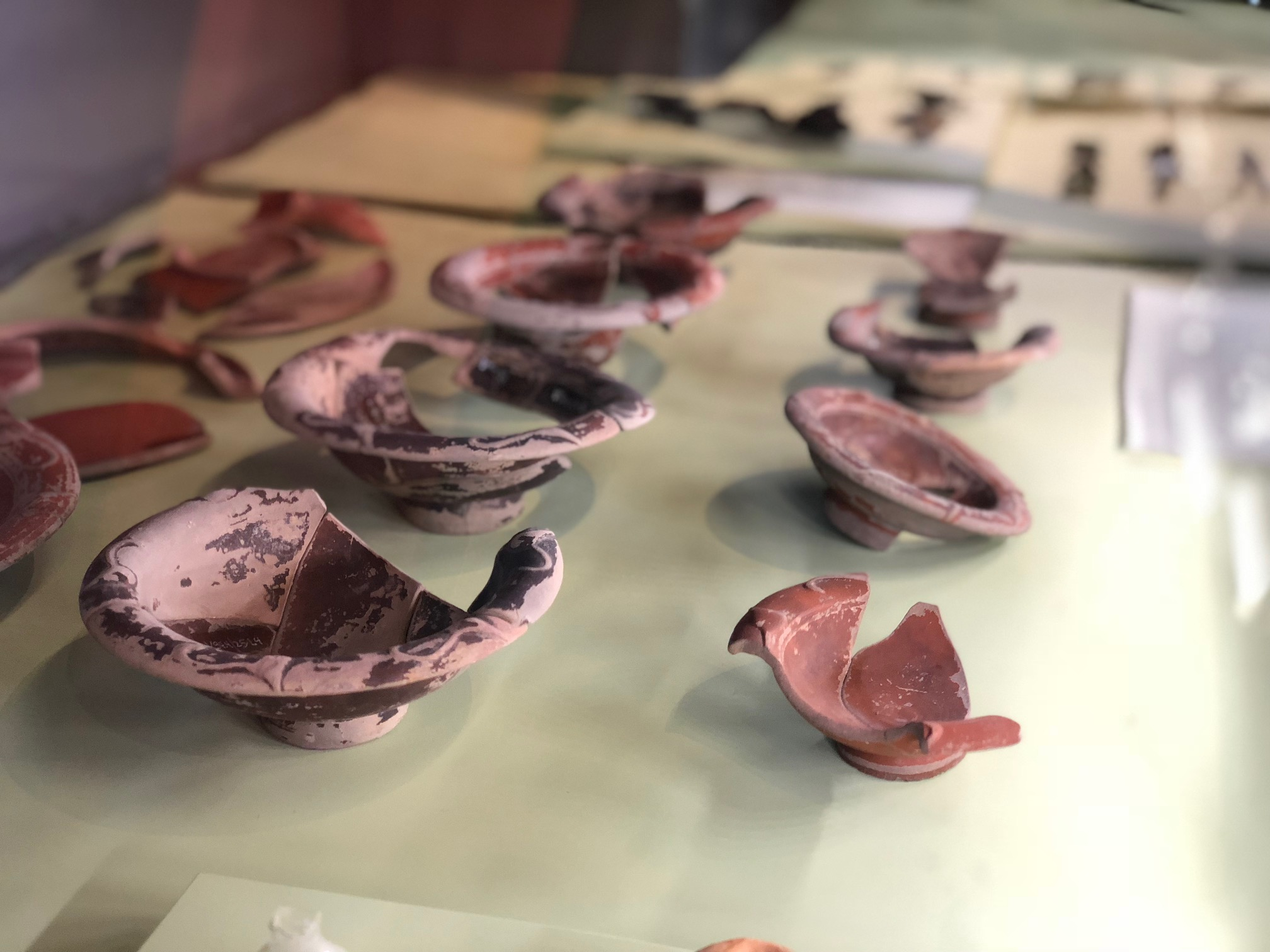
Schalen und Teller
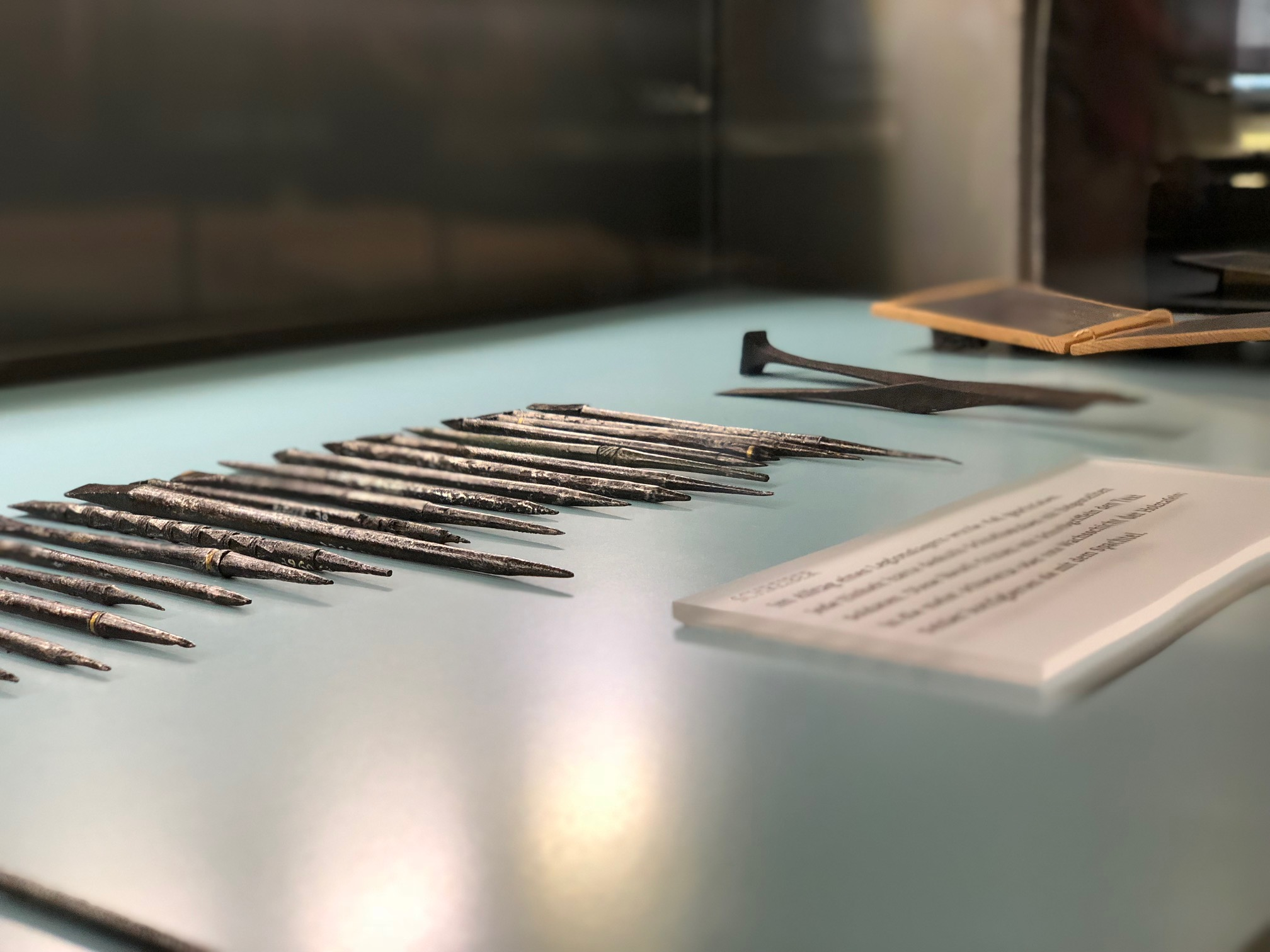
Schreibwerkzeug aus dem Lager Vindonissa
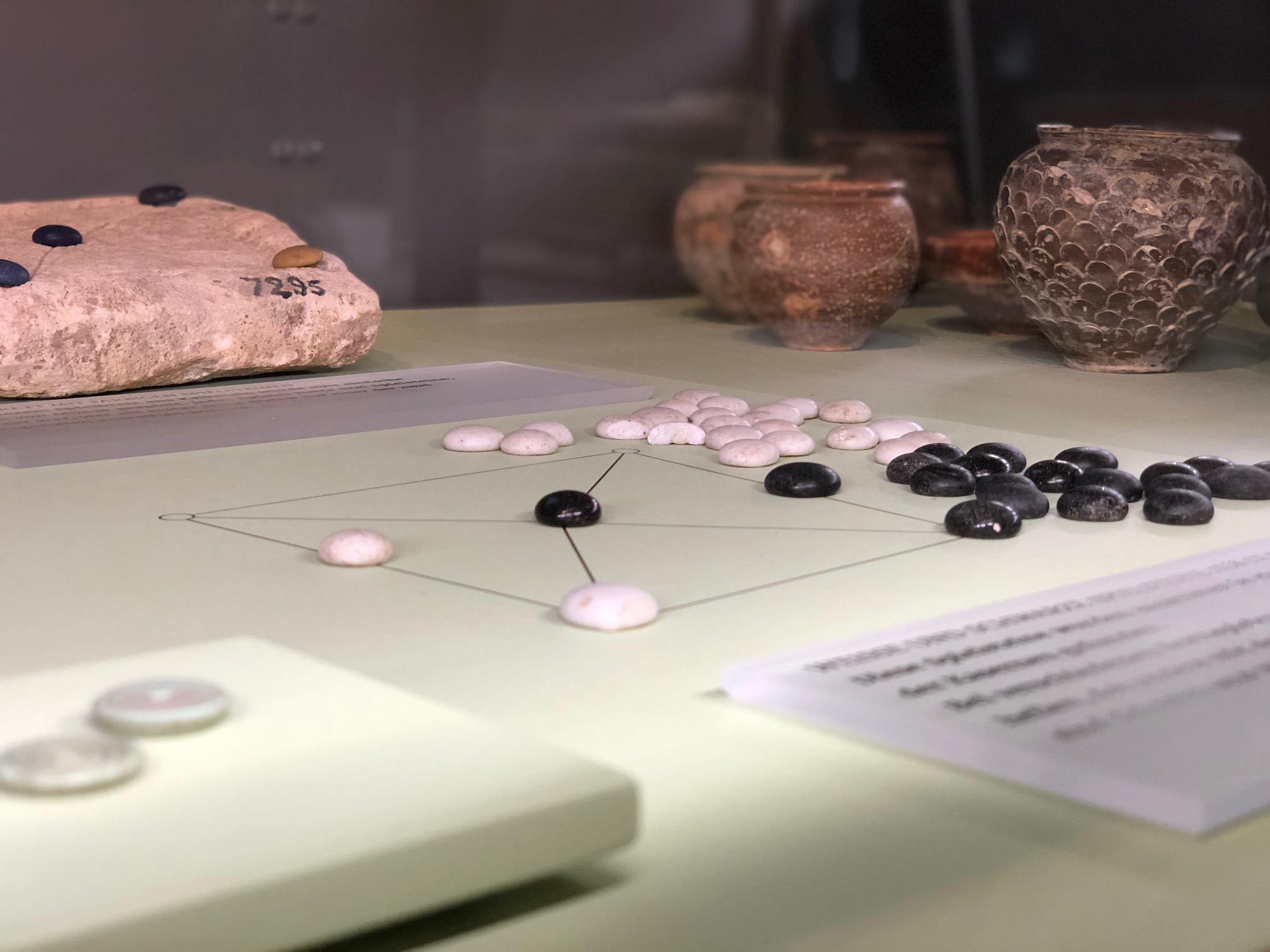
Spielsteine aus Glas
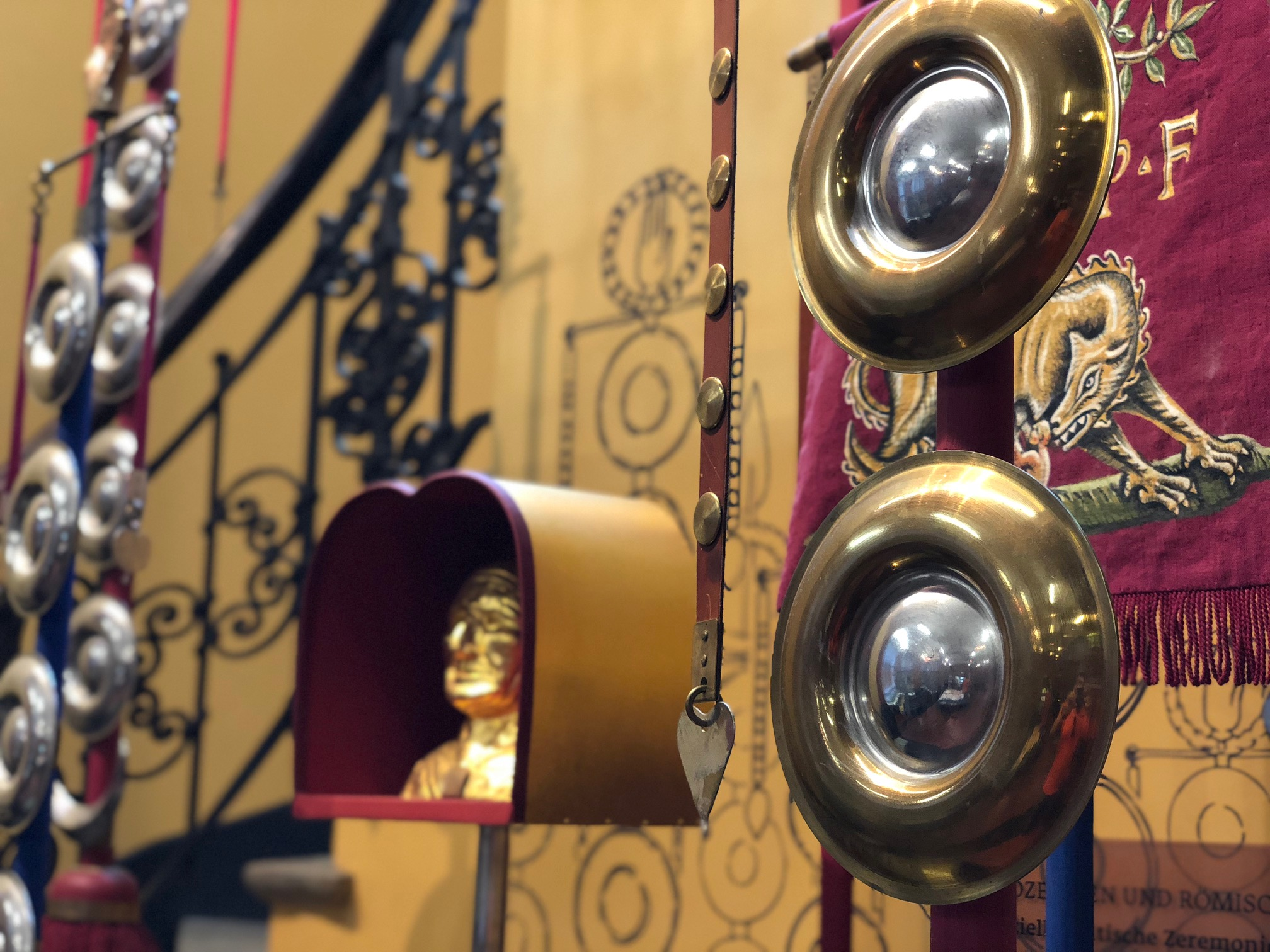
Teile der Dauerausstellung des Vindonissa-Museums
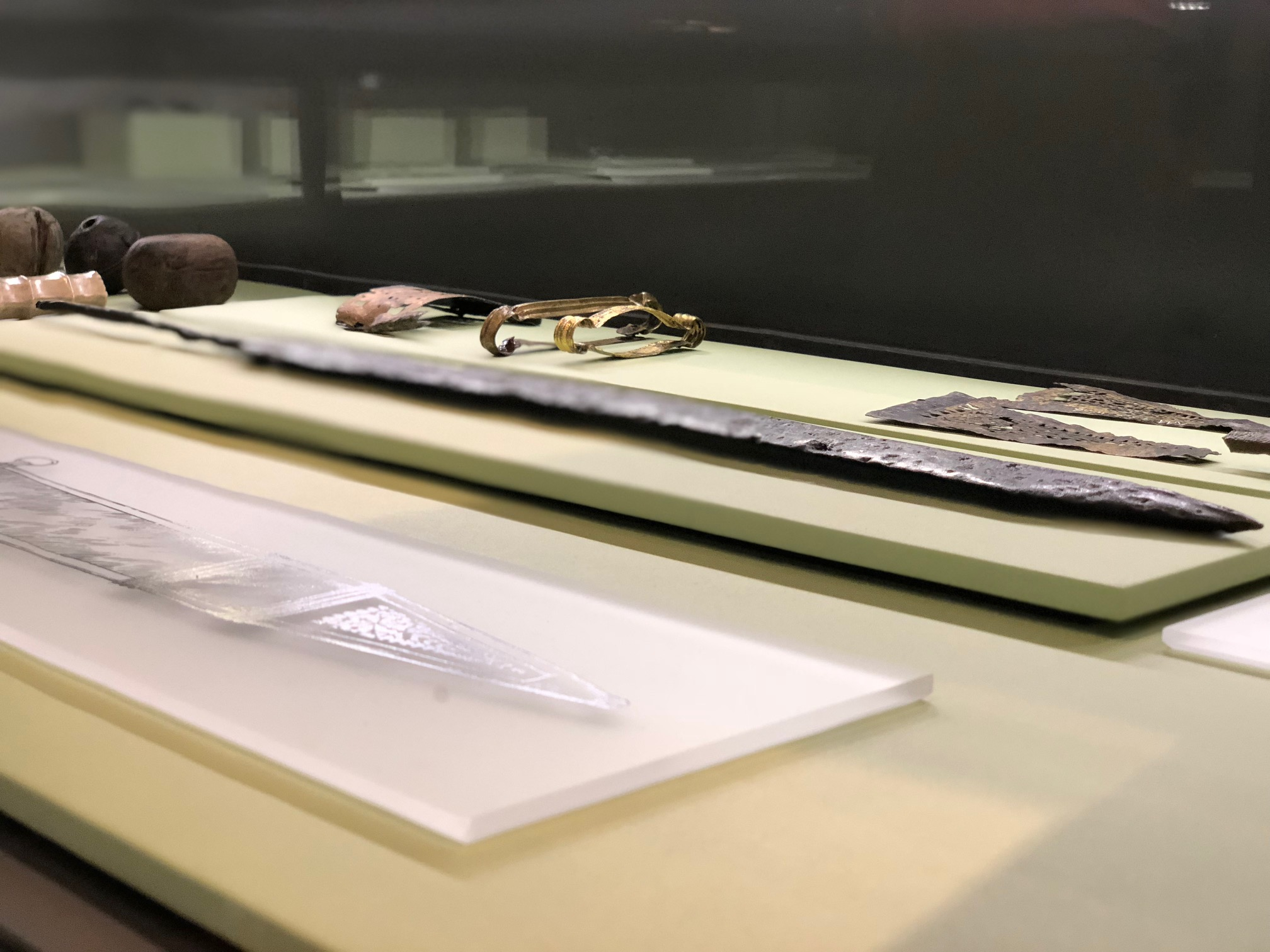
Verschiedene Schwertteile